# Gaetano Previati

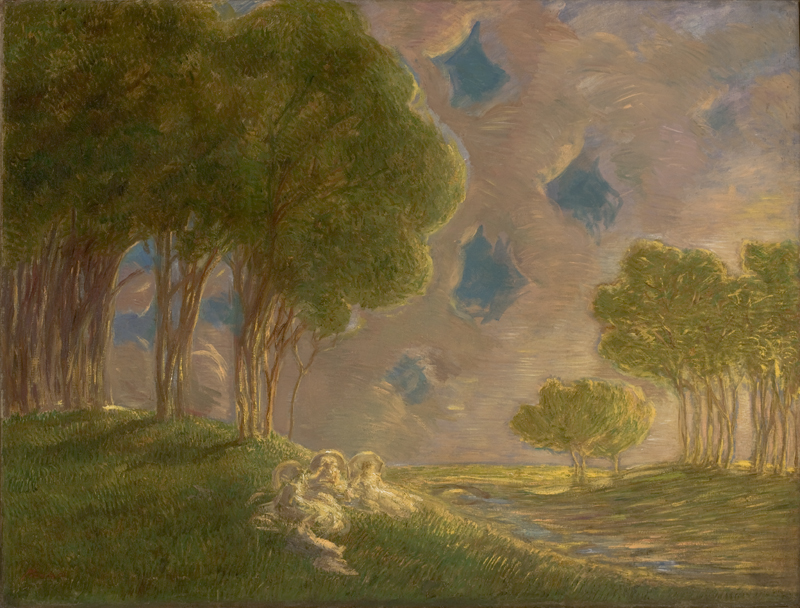
Paisagem (c. 1900-1910). Pintura de Gaetano Previati (Museu de Arte de São Paulo, São Paulo).

Gaetano Previati (Ferrara, 1852 - Lavagna, 1920) foi um pintor italiano.
Foi aluno de Giuseppe Bertini em Milão, onde se estabeleceu desde 1877. A partir de 1880, dedica-se à pintura de cunho histórico, que realiza sem evitar os acentos anedóticos. Sucessivamente, experimenta temas naturalísticos e românticos, e sob influência da Scapigliatura milanesa, abandona os acenos mais sentimentais.
No final dos anos 80, aproxima-se do Divisionismo, corrente da qual participam Segantini, Grubicy e Pelizza da Volpedo. Nas suas composições estende a cor com pinceladas livres que se dissolvem em filamentos iridescentes, de contornos esfumados. Previati é um artista aberto à experimentação e, a partir de 1891, com as obras Maternità, La Madonna dei gigli e I Funerali di una vergine, insere-se na corrente do Simbolismo europeu mais avançado, ignorando a incompreensão do público e a crítica local.
No começo do século XX, dedica-se a escrever tratados, como Principi scientifici del Divisionismo e desenvolve o discurso simbolista em composições nas quais utiliza as quebras de cor e as linhas contorcidas, filiformes, que serão incorporadas ao Futurismo por Umberto Boccioni.